# Merrick County
Merrick County ist ein County im Bundesstaat Nebraska der Vereinigten Staaten. Der Verwaltungssitz (County Seat) ist Central City, das nach seiner zentralen Lage so benannt wurde.

## Geographie
Das County liegt im mittleren Osten von Nebraska und hat eine Fläche von 1281 Quadratkilometern, wovon 26 Quadratkilometer Wasserfläche sind. Es grenzt im Uhrzeigersinn an folgende Countys: Platte County, Polk County, Hamilton County, Hall County, Howard County und Nance County.

## Geschichte
Das Merrick County wurde 1858 gebildet. Benannt wurde es nach der Ehefrau des Politikers Henry W. DePuy mit Geburtsnamen Elvira Merrick. In seiner ursprünglichen Form war das Merrick County im Westen, Norden und Osten von geraden Linien begrenzt sowie im Süden vom Platte River. Im Jahr vor der Bildung des Merrick County, 1857, wurde das Pawnee-Indianerreservat gegründet. Nachdem Nebraska die Pawnee-Indianer nach Oklahoma gebracht hatte, wurde aus dem ehemaligen Reservat 1897 das Nance County gebildet. Damit wurde das County etwa 470 Quadratkilometer kleiner und erhielt seine heutige bizarre Form mit einem schmalen Streifen im Nordwesten und einem Eckgebiet im Nordosten.
Sieben Bauwerke und Stätten des Countys sind im National Register of Historic Places eingetragen (Stand 11. Februar 2018).

## Demografische Daten

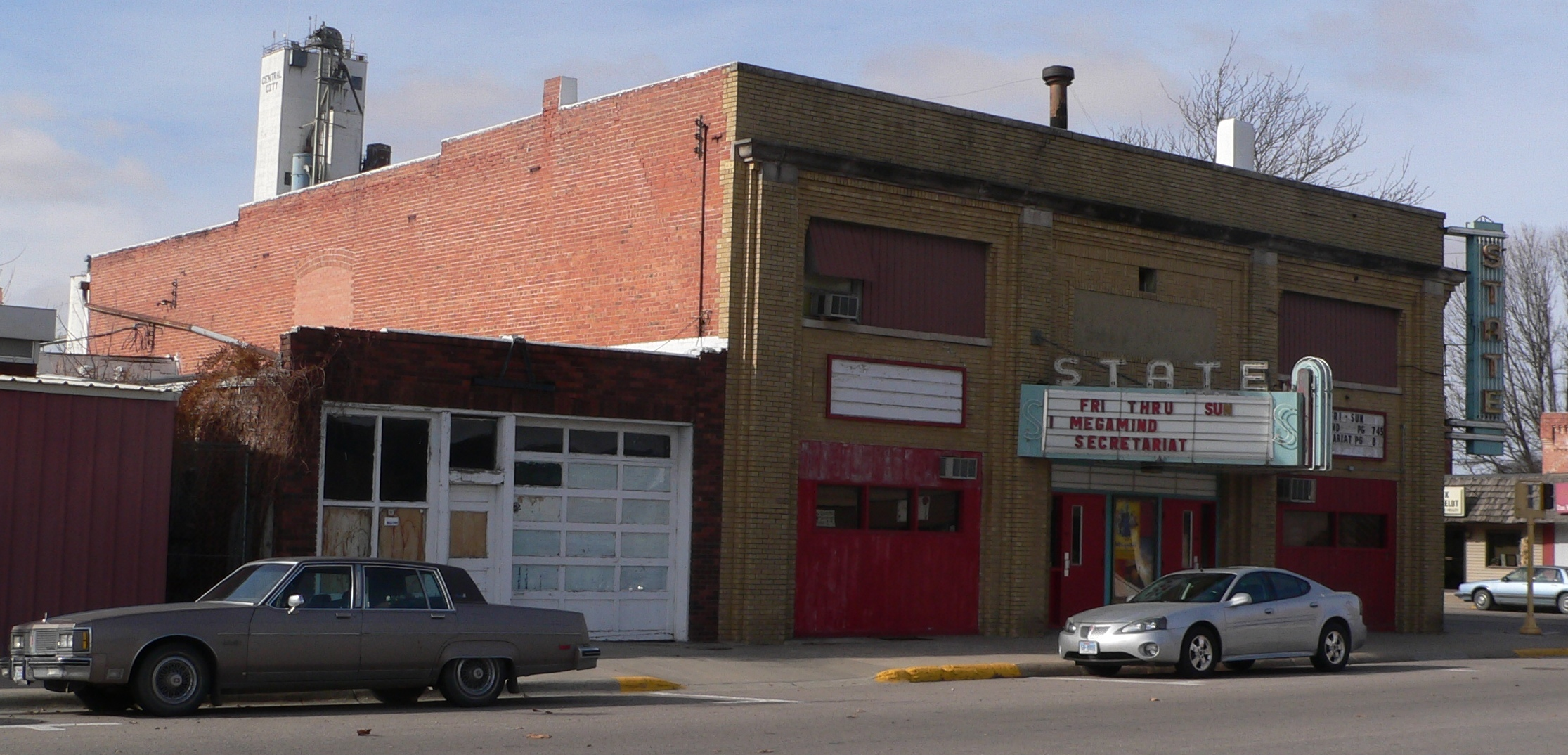
Martha Ellen Auditorium, gelistet im NRHP

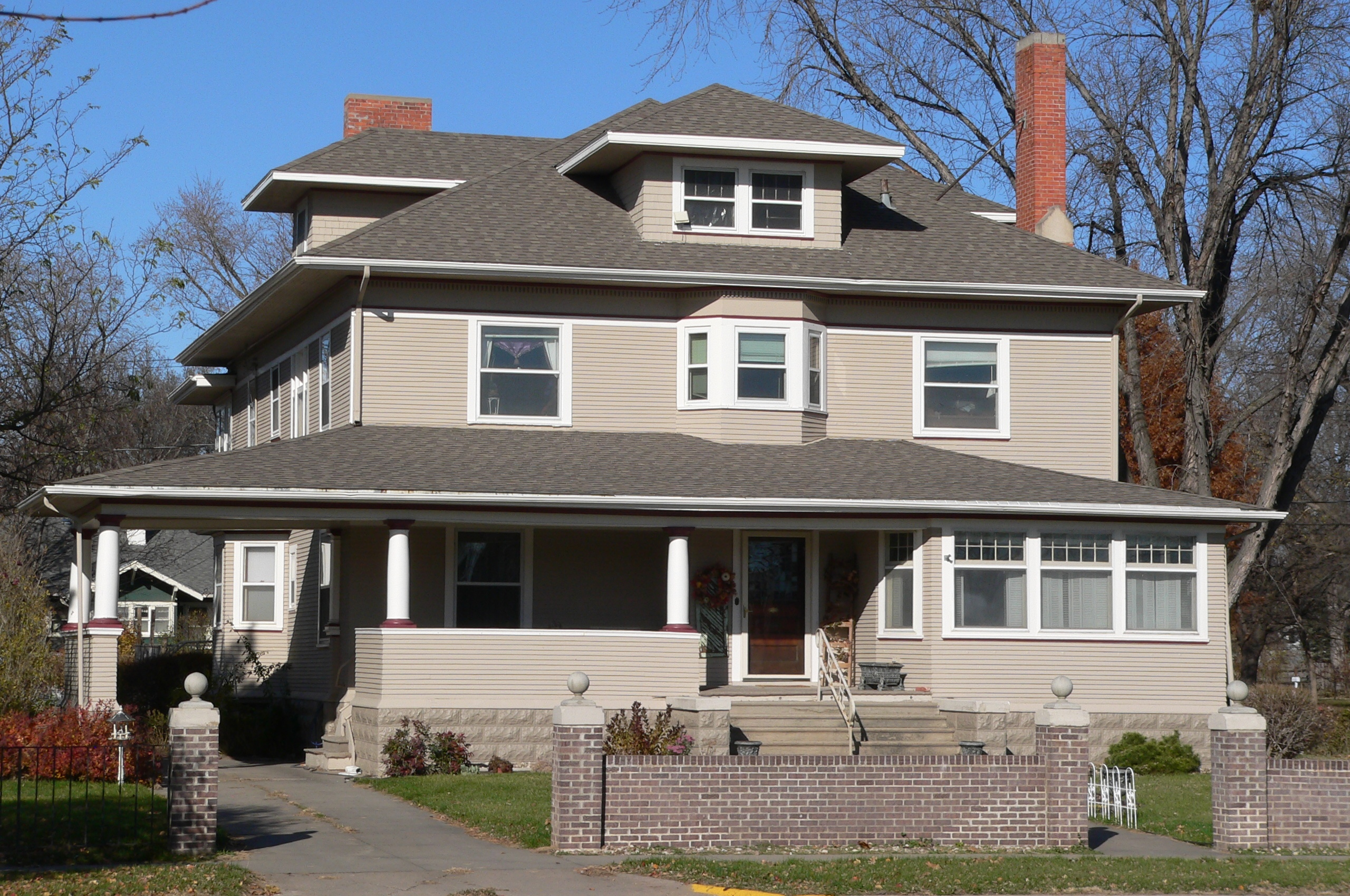
Heber Hord House, gelistet im NRHP

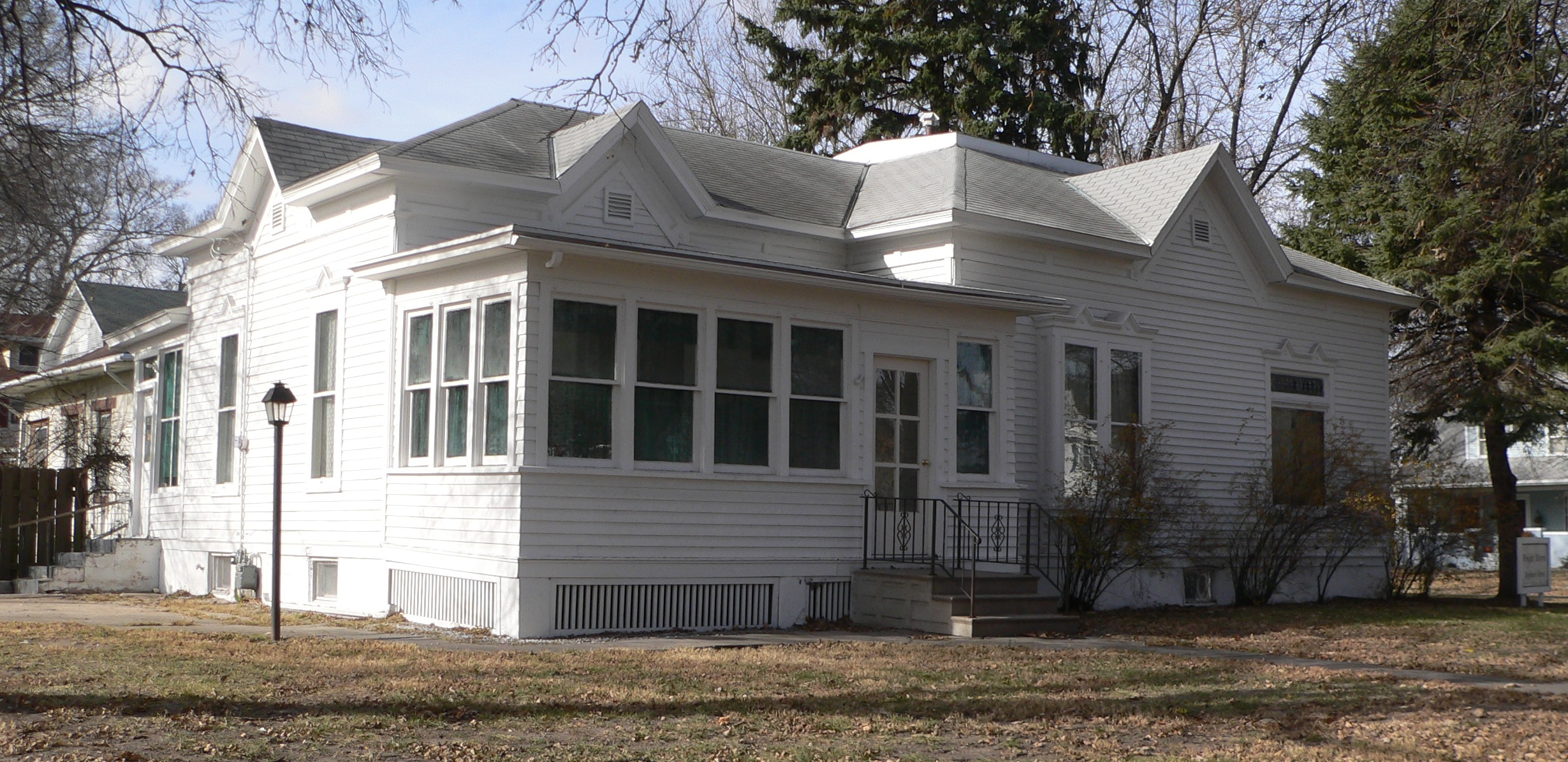
Wright Morris Boyhood House, gelistet im NRHP

Nach der Volkszählung im Jahr 2000 lebten im Merrick County 8204 Menschen. Davon wohnten 135 Personen in Sammelunterkünften, die anderen Einwohner lebten in 3209 Haushalten und 2307 Familien. Die Bevölkerungsdichte betrug 7 Einwohner pro Quadratkilometer. Ethnisch betrachtet setzte sich die Bevölkerung zusammen aus 98,32 Prozent Weißen, 0,22 Prozent Afroamerikanern, 0,10 Prozent amerikanischen Ureinwohnern, 0,21 Prozent Asiaten, 0,01 Prozent Bewohnern aus dem pazifischen Inselraum und 0,67 Prozent aus anderen ethnischen Gruppen; 0,48 Prozent stammten von zwei oder mehr Ethnien ab. 2,05 Prozent der Bevölkerung waren spanischer oder lateinamerikanischer Abstammung.
Von den 3209 Haushalten hatten 33,3 Prozent Kinder und Jugendliche unter 18 Jahre, die bei ihnen lebten. 61,1 Prozent waren verheiratete, zusammenlebende Paare, 6,5 Prozent waren allein erziehende Mütter, 28,1 Prozent waren keine Familien, 25,0 Prozent waren Singlehaushalte und in 13,1 Prozent lebten Menschen im Alter von 65 Jahren oder darüber. Die Durchschnittshaushaltsgröße betrug 2,51 und die durchschnittliche Familiengröße lag bei 2,99 Personen.
Auf das gesamte County bezogen setzte sich die Bevölkerung zusammen aus 27,5 Prozent Einwohnern unter 18 Jahren, 6,4 Prozent zwischen 18 und 24 Jahren, 24,7 Prozent zwischen 25 und 44 Jahren, 23,8 Prozent zwischen 45 und 64 Jahren und 17,5 Prozent waren 65 Jahre alt oder darüber. Das Durchschnittsalter betrug 39 Jahre. Auf 100 weibliche Personen kamen 95,9 männliche Personen. Auf 100 Frauen im Alter von 18 Jahren oder darüber kamen statistisch 94,9 Männer.
Das jährliche Durchschnittseinkommen eines Haushalts betrug 34.961 US-Dollar, das Durchschnittseinkommen der Familien betrug 39.729 USD. Männer hatten ein Durchschnittseinkommen von 26.998 USD, Frauen 19.828 USD. Das Prokopfeinkommen betrug 15.958 USD. 7,0 Prozent der Familien und 8,9 Prozent der Bevölkerung lebten unterhalb der Armutsgrenze. Darunter waren 9,7 Prozent der Kinder und Jugendlichen unter 18 Jahren und 9,2 Prozent der Menschen ab 65 Jahren.

## Orte im County
- Archer
- Central City
- Chapman
- Clarks
- Havens
- Heber
- Hord
- Lockwood
- Paddock
- Palmer
- Riverside Park
- Silver Creek
- Worms

Townships
- Central Township
- Chapman Township
- Clarksville Township
- Lone Tree Township
- Loup Township
- Mead Township
- Midland Township
- Prairie Creek Township
- Prairie Island Township
- Silver Creek Township
- Vieregg Township